# Davor Božinović

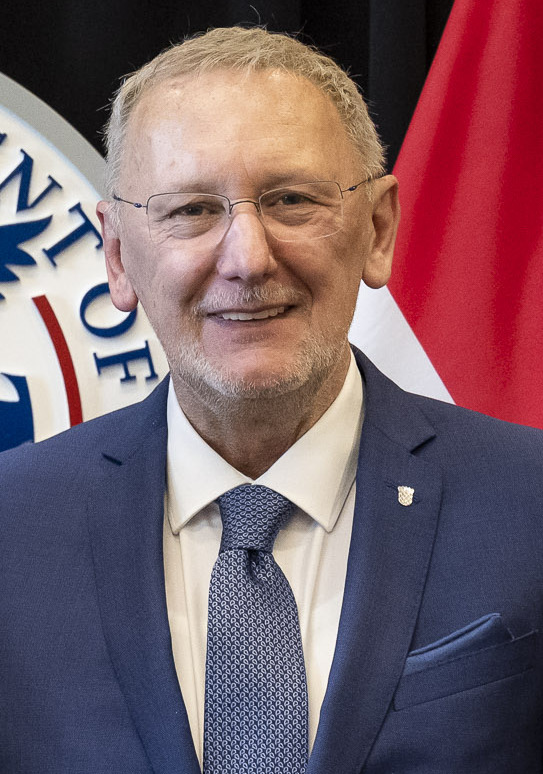
Davor Božinović (2023)

Davor Božinović ([dâʋor boʒǐːnoʋitɕ], * 27. Dezember 1961 in Pula) ist ein kroatischer Diplomat und Politiker, der seit 2017 als Innenminister und stellvertretender Ministerpräsident in der kroatischen Regierung dient. Zuvor war er von 2010 bis 2011 als Verteidigungsminister im Kabinett Kosor tätig.

## Leben
Božinović absolvierte die Zagreber Fakultät für Politikwissenschaften und erwarb einen Master- und Doktortitel. Von 2002 bis 2004 diente er als Botschafter Kroatiens in Serbien und Montenegro. Im Jahr 2004 wurde er zum Leiter des Büros des kroatischen Präsidenten ernannt. Von 2005 bis 2008 diente er als Leiter der Mission der Republik Kroatien bei der NATO. Im September 2008 wurde er zum Staatssekretär für europäische Integration im Ministerium für auswärtige Angelegenheiten und europäische Integration (MVPEI) ernannt, und im Juli 2009 zum Staatssekretär für politische Angelegenheiten im selben Ministerium.